# Quart de Poblet (Gerichtsbezirk)
Der Gerichtsbezirk Quart de Poblet ist einer der 18 Gerichtsbezirke in der Provinz Valencia.
Der Bezirk umfasst 2 Gemeinden auf einer Fläche von 39,29 km² mit dem Hauptquartier in Quart de Poblet.

## Gemeinden
| Gemeinde                       | Einwohner (2024) | Fläche km² | Dichte Einw./km² | Cod INE | Postleitzahl |
| ------------------------------ | ---------------- | ---------- | ---------------- | ------- | ------------ |
| Manises                        | 32.273           | 19,65      | 1.642            | 46159   | 46940        |
| Quart de Poblet                | 26.304           | 19,64      | 1.339            | 46102   | 46930        |
| Gerichtsbezirk Quart de Poblet | 58.577           | 39,29      | 1.491            | –       | –            |